# Renfrewshire Orientale
Il Renfrewshire Orientale (gaelico scozzese: Siorrachd Rinn Friù an Ear) è un'area amministrativa della Scozia.

## Località
- Barrhead
- Busby
- Clarkston
- Eaglesham
- Giffnock
- Neilston
- Netherlee
- Newton Mearns
- Stamperland
- Thornliebank
- Uplawmoor
- Waterfoot
- Woodfarm